# 태풍 우쿵 (2006년)
태풍 우쿵(태풍 번호: 0610, JTWC 지정 번호: 11W, 국제명:WUKONG)은 2006년에 북서태평양에서 발생한 10번째 태풍으로 일본 규슈와 대한민국에 영향을 끼쳤다.

## 태풍의 진행
8월 12일, 일본 기상청(JMA)은 오가사와라 제도 지치지마 섬 남쪽에 있는 열대 저기압을 주시하기 시작했고 이 열대저기압은 곧 2006년의 제11호 태풍인 태풍 소나무를 생성시키게 했다. 미국 합동태풍경보센터(JTWC)도 열대저기압이 이오섬 남쪽 약 140 km (85 mi) 부근 해상에 있을 때 열대저기압 11W로 명명했다. 이 열대저기압은 북서쪽으로 이동하면서 점차 강해져 8월 13일에는 열대 폭풍으로 발달해 '우쿵(WUKONG)'이라는 이름을 부여받았다. 우쿵은 일본 동쪽에 위치한 고기압대가 형성하자 점차 속력이 느려졌고 8월 14일에 우쿵은 북동쪽으로 선회하며 풍속 95 km/h (60 mph)에 도달해 강한 열대폭풍의 단계까지 승격되었다.
다음날 우쿵은 태풍 소나무의 영향으로 인해 속력이 빨라졌고 이날 후에 태풍 우쿵은 소나무를 흡수, 병합하면서 서진하기 시작했다. 8월 16일에 우쿵은 북서쪽으로 진로를 바꾸어 이동했고 8월 17일에 규슈 남동부에 위치한 미야자키현 미야자키시에 상륙했고 우쿵이 상륙할 때 JTWC는 당시 풍속이 100 km/h (65 mph)에 도달했을 것이라고 예상했다. 우쿵은 느리게 규슈섬을 남북으로 가로지르며 통과했고 상륙 24시간 만에 동해로 빠져나왔다. 동해로 빠져나온지 몇 시간 뒤에 JMA는 우쿵을 열대 저기압으로 강등시켰고 이 열대저기압은 러시아 해안가에 도달하기 전까지 2일동안 지속했다.
태풍 우쿵(WUKONG)은 중국에서 제출하였으며 원숭이의 왕을 의미한다.

## 대비와 피해
일본 기상당국에 따르면 규슈섬 전체와 인접한 혼슈섬에 폭우, 홍수, 강풍, 높은 파도에 관련된 모든 경보가 내려졌다고 한다. 일본의 항공여객회사 중 가장 규모가 큰 2곳이 36편의 국내 비행편 항공선을 취소시켰다. 규슈 철도는 5개의 철도를 차단했고 먼 거리를 운행하는 여객선도 폐쇄되었다. 야마구치현 동단에 위치한 이와쿠니시에 태풍주의보 제3단계가, 나가사키현의 사세보시에 폭풍주의보가 발령되었다.
태풍 우쿵은 일본에 폭우가 내리게 했고 이에 따라 미야자키현의 히노카게정에서는 516 mm의 폭우가 내렸다. 규슈섬과 야마구치현의 홍수는 약 300가구를 대피시키게 했다. 적어도 규슈섬의 200가구의 전기 공급이 중단되었고 우쿵으로 인한 높은 파도로 2명이 숨졌고 우쿵과 관련된 피해로 3명이 부상당했다. 7번의 산사태가 일어났고 태풍 우쿵이 한반도로 접근하자 대한민국에 또다시 폭우를 내리게 했으나 피해는 알려지지 않았다.

## 같이 보기
- 2006년 태풍
- 미야자키현
- 야마구치현